# 습지생태 보고서
《습지생태 보고서》는 2012년 6월 3일에 방영한 KBS 드라마 스페셜로, 작가 최규석의 만화 《습지생태 보고서》를 원작으로 한다.

## 등장 인물

### 주요 인물
- 성준 : 최군 역
- 김창환 : 재호 역
- 정영기 : 정군 역
- 이재원 : 녹용 역
- 구은애 : 윤정 역

### 그 외 인물
- 이대연
- 서현철
- 최태환
- 이희준
- 전성애
- 황춘하
- 마붑
- 박용연
- 강동현
- 엄태구
- 박정순
- 오혜림
- 전수연
- 김경희
- 손미애
- 최한나
- 손산

## 시청률
- 전국 시청률 : 2.8%[1]

## 수상
- 2012년 KBS 연기대상 연작·단막극상 - 성준